# Barrage de Himrin
Le barrage de Himrin est un barrage d'Irak.

## Sources
- (en) www.ce.utexas.edu/prof/mckinney/ce397/Topics/Tigris/Tigris(2003).htm